# Pavillon de Vendôme
Il Pavillon de Vendôme è un padiglione storico circondato da un giardino alla francese che si trova al 13 di Rue de la Molle ad Aix-en-Provence.

## Storia
Fu costruito dall'architetto Pierre Pavillon tra il 1665 e il 1667 su incarico di Luigi di Borbone-Vendôme come luogo per incontrare la sua amante, Lucrèce de Forbin Solliès, conosciuta anche come "la bella del Canet".
Luigi di Borbone-Vendôme morì nella casa il 6 agosto 1669 e successivamente fu di proprietà del pittore Jean-Baptiste van Loo, che vi aveva uno studio. Successivamente è stato acquistato da Barthélemy-Louis Reboul, segretario dell'Académie des Sciences, Agriculture, Arts et Belles Lettres d'Aix, e dopo la Rivoluzione francese, fu acquistato da Jean-Joseph-Pierre Guigou, che era vescovo di Angoulême e che lo trasformò in un collegio cattolico per ragazze.
Nel 1906 fu acquistata da Henri Dobler, un collezionista d'arte, pittore e poeta svizzero, che poi donò l'edificio alla città di Aix-en-Provence dopo la sua morte.
Da allora è utilizzato come museo e sede di mostre d'arte temporanee.
La casa è stata classificata come monumento storico dal 27 marzo 1914 e il giardino dal 15 ottobre 1953.